# Coupe d'Angleterre de football 1919-1920
Navigation
Coupe d'Angleterre 1914-1915 Coupe d'Angleterre 1920-1921
La Coupe d'Angleterre de football 1919-1920 est la 45e édition de la Coupe d'Angleterre, la plus ancienne compétition de football, la Football Association Challenge Cup (généralement connue sous le nom de FA Cup).
Aston Villa remporte la compétition pour la sixième fois de son histoire, battant Huddersfield Town en finale sur le score de 1 à 0 à Stamford Bridge à Londres.
C'est la première finale après la Première guerre mondiale, la compétition n'a pas eu lieu entre  mars 1915 et septembre 1919.

## Compétition

### Quarts de finale
Les quarts de finale ont lieu le 6 mars 1920.
| Équipe 1          | Résultat | Équipe 2             |
| ----------------- | -------- | -------------------- |
| Bristol City      | 2 - 0    | Bradford City        |
| Tottenham Hotspur | 0 - 1    | Aston Villa          |
| Huddersfield Town | 2 - 1    | Liverpool            |
| Chelsea           | 4 - 1    | Bradford Park Avenue |

### Demi-finales
Les demi finales ont lieu le 27 mars 1920, tous les matchs ont lieu sur terrain neutre.
| Équipe 1          | Résultat | Équipe 2     |
| ----------------- | -------- | ------------ |
| Aston Villa       | 3 – 1    | Chelsea      |
| Huddersfield Town | 2 - 1    | Bristol City |

### Finale
| Finale de la coupe d'Angleterre 1919-1920 | Aston Villa | 1 – 0   | Huddersfield Town | Stamford Bridge, Londres |                      |
| 24 avril 1920                             |             | (0 – 0) |                   | Spectateurs : 50 018     | Spectateurs : 50 018 |